# قارب كهربائي

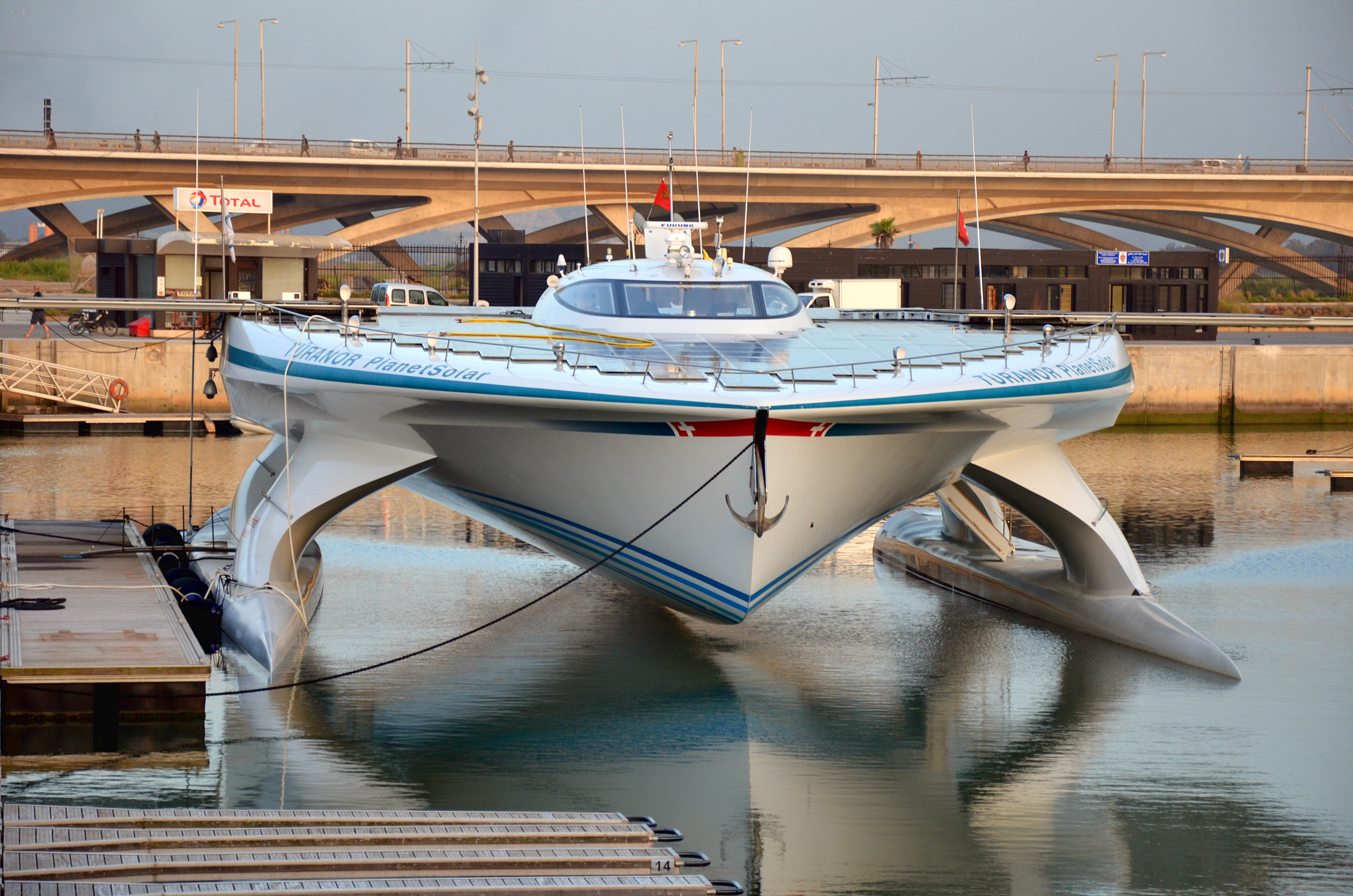
في 2012، أصبح بلانت سولار أول مركبة كهربائية شمسية تبحر حول العالم.

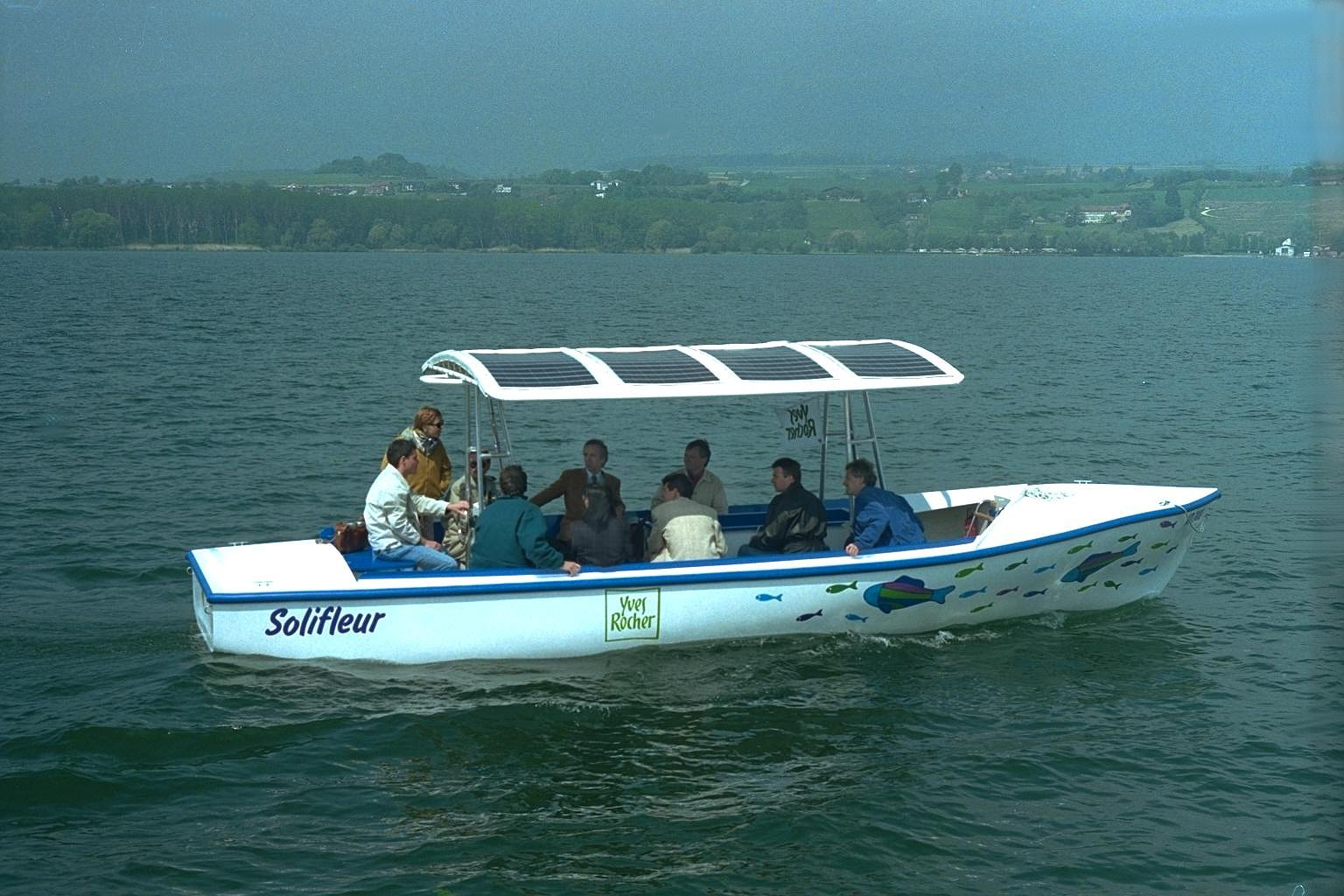
قارب للركاب يعمل بالطاقة الشمسية من قبل شركة أم دبليو لاين، سويسرا, 1995.

تدار أغلبية المركبات المائية بواسطة محركات الديزل ومحركات البنزين والأشرعة أيضا. استخدمت القوارب الكهربائية منذ 120 عاما وكانت شائعة في 1880  وحتى 1920 عندما سيطرت محركات الاحتراق الداخلي. منذ أزمة الطاقة في عام 1970 تزايد الاهتمام بهذه الطاقة المتجددة البحرية مرة أخرى، خصوصا مع توفر الخلايا الشمسية ولأول مرة جعلت محركات قوارب بقوة لانهائية مثل القوارب الشراعية. صنع أول قارب شمسي عملي في عام 1975 في انكلترا.

## التاريخ

### البدايات
طور العالم الألماني موريتز فون جاكوبي قارب كهربائي بدائي في عام 1839 في سانت بطرسبرغ روسيا. كان بطول 24 قدم (7.3 متر) ويستطع حمل 14 راكب وبسرعة 3 ميل بالساعة. تم عرضه بنجاح أمام الإمبراطور الروسي نيكولاي الأول في نهر نيفا.

### العصر الذهبي
استغرقت مدة 30 سنة من تطوير المحركات والبطاريات حتى أصبح القارب الكهربائي مقترح عملي. حظيت هذه الطريقة بدفع القوارب بفترة ذهبية من عام 1880 إلى 1920 تقريبا، عندما أصبحت محركات الوقود الخارجية هي الطريقة المسيطرة.
سجل غوستاف تروفه المهندس الكهربائي الفرنسي براءة اختراع لمحرك كهربائي صغير في عام 1880. اقترح مبدئيا أن المحرك يمكن أن يعطي طاقة لتحريك مجموعة من عجلات الدفع وتحريك القارب على الماء، لاحقا أخُتلف على استخدام المروحة الدافعة بدلا من العجلات.
أنتوني ريكيزني (بالإنجليزية: Anthony Reckenzaun) أسترالي مهاجر إلى بريطانيا، كان مهتم بتطوير أول قارب كهربائي عملي. بينما كان يعمل في شركة تخزين طاقة كهربائية، تولى الكثير من العمل الأصلي والممهد بأشكال مختلفة من السحب الكهربائي. في عام 1882، صمم أول انطلاقة كهربائية لقارب بواسطة بطارية تخزينية وسمه القارب الكهربائي. لدى القارب بدن حديدي بطول 7 أمتار. أُخفيت البطاريات والمعدات الكهربائية عن الأنظار تحت منطقة المقاعد، مما يزيد في راحة الركاب. استخدمت القوارب في نزهات في نهر التايمز وأعطت رحلة هادئة ولطيفة. يمكن أن يعمل القارب لمدة ستة ساعات وبسرعة 8 ميل بالساعة.

## معرض صور

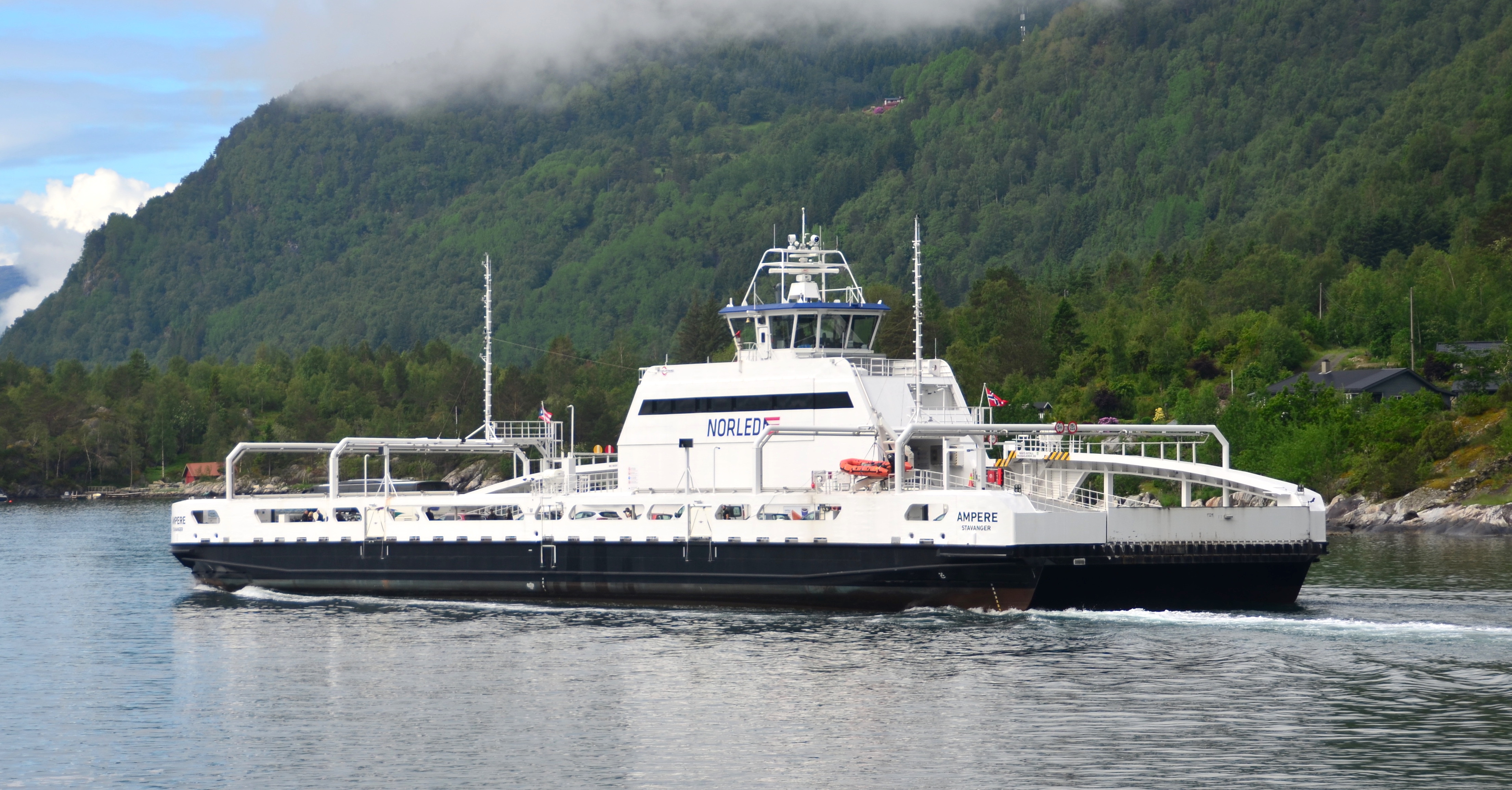
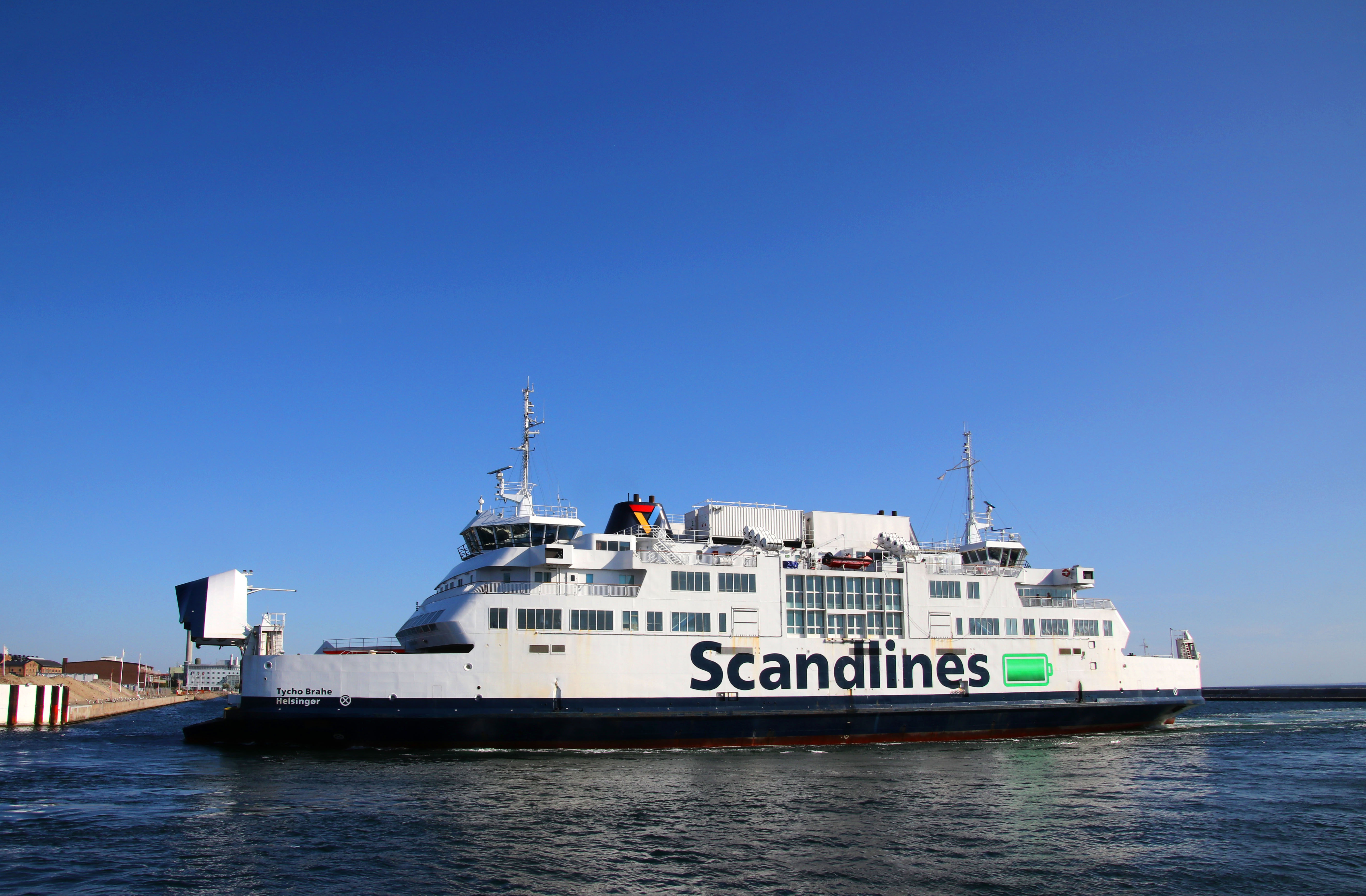
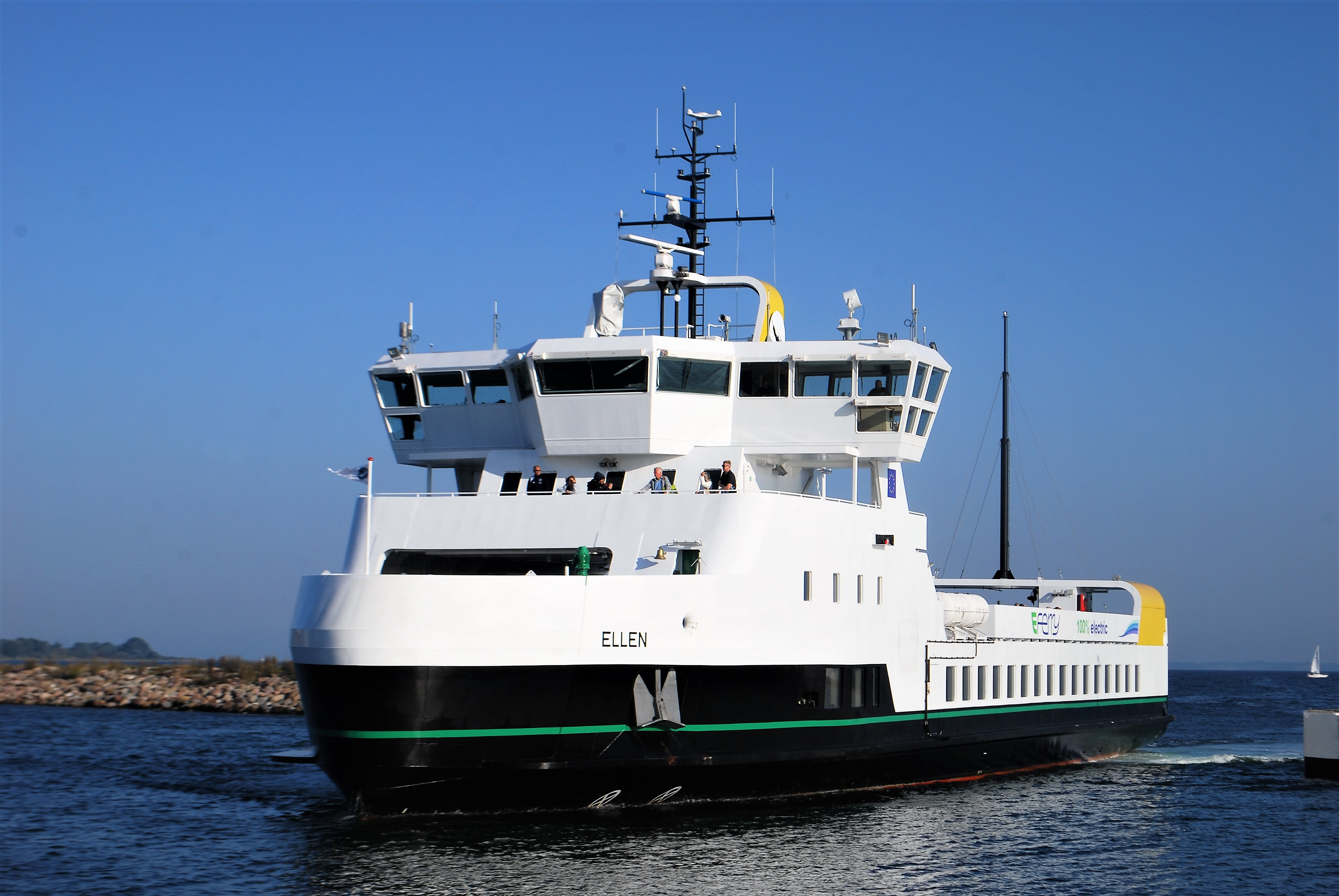

## وصلات إضافية
- Electric Boat Design نسخة محفوظة 30 مايو 2013 على موقع واي باك مشين.
- Electric passenger Boat Designed for the city of Bordeaux (France)
- Electric Boat Association (UK nonprofit)
- Electric Boat Association (Australia nonprofit) نسخة محفوظة 29 مايو 2011 على موقع واي باك مشين.
- Electric Boat Association (US nonprofit)
- Electric Seas Organization (US nonprofit)
- Project of making of 10 Passenger Solar Boat نسخة محفوظة 9 يوليو 2017 على موقع واي باك مشين.
- Solar powered vessels